# Selio Müller
Selio Müller (født 23. november 1669, død 18. december 1750 i Viborg) var en dansk godsejer og amtmand.
Han var søn af amtmand Henrik Müller (1635-1717). 1714 blev han efter faderen amtmand over Skivehus Amt, hvilket embede han, der 1716 udnævntes til justitsråd og 1728 til etatsråd, 1741 fik tilladelse til at afstå til sønnen, som også hed Henrik. 1704 havde Müller ægtet Magdalene Bartholin (født 4. november 1687), datter af etatsråd, landsdommer Christopher Bartholin til Kaas. Hun døde allerede 14. maj 1716, han selv, der efter faderen havde arvet Lønborggård, i Viborg 18. december 1750.